# Mooncoin
Mooncoin (in gaelico: Móin Choinn) è una località della Repubblica d'Irlanda, nella Contea di Kilkenny, situata nella provincia del Leinster.